# Patronaatsgebouw

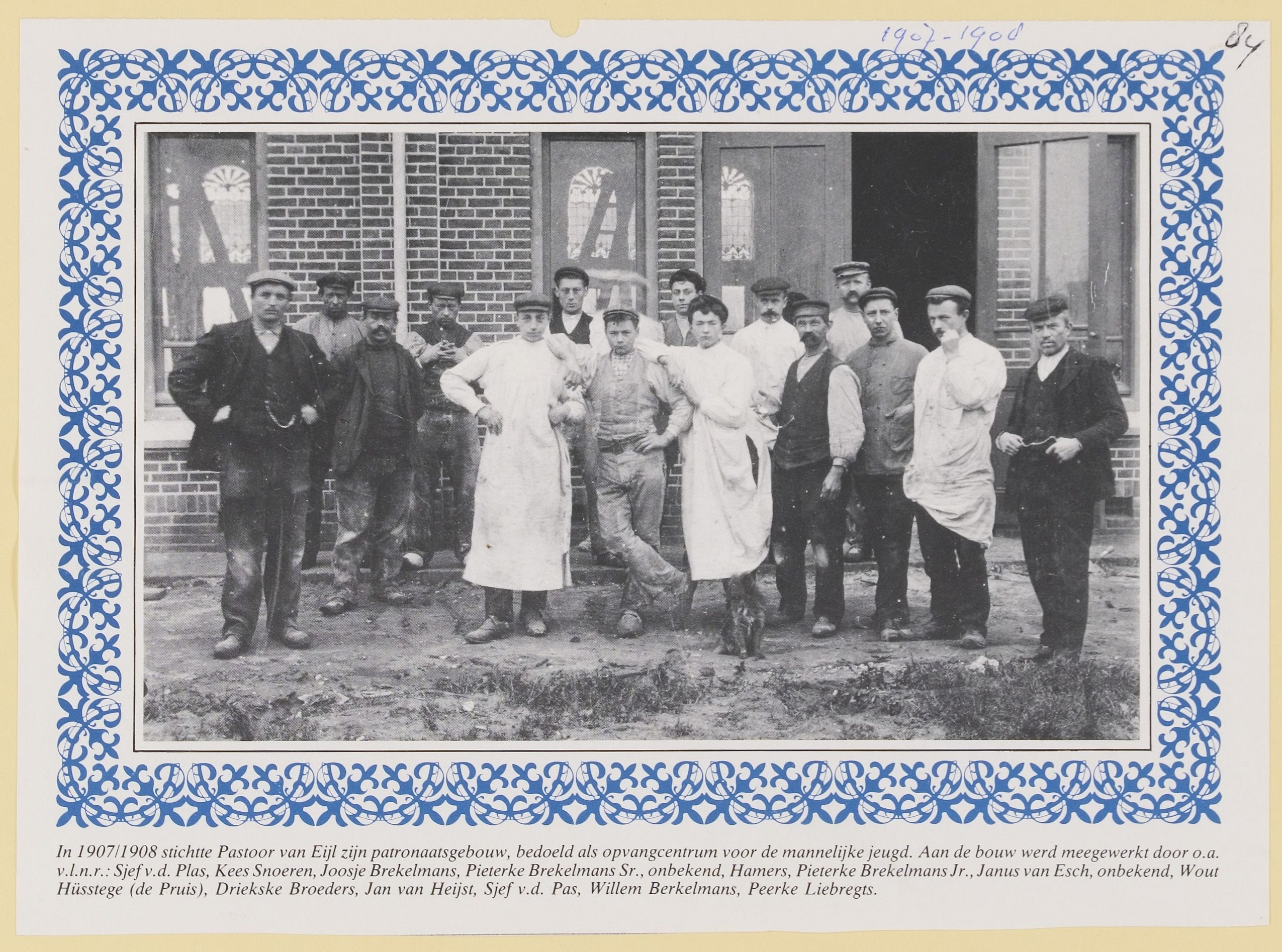
Werkers aan het patronaatsgebouw in Udenhout

Een patronaatsgebouw is een pand dat speciaal gebouwd is ten behoeve van bijeenkomsten van het patronaat.

## Nederland
Bijna elk patronaatsgebouw kende een grote zaal met toneel. Daar vonden de gemeenschappelijke activiteiten plaats: de preken en toespraken, de ontspanning, de gymnastiek en de regelmatig terugkerende feestavonden met zang en dans. Om de grote zaal heen, of op een verdieping, lagen kleinere ruimtes die gebruikt werden als leslokaal. De oudste patronaatsgebouwen in Nederland dateren van begin 20e eeuw. Rond 1930 telde het land er een kleine 500. In de volksmond werd het gebouw zelf vaak aangeduid als het patronaat.

### Nieuwe bestemmingen

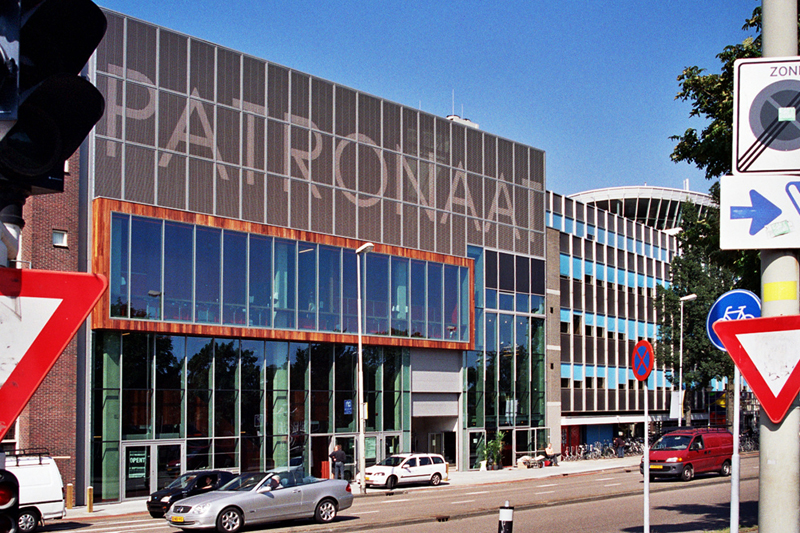
Poppodium Patronaat te Haarlem

Toen de patronaten hun onderwijsactiviteiten moesten beëindigen, veranderde de bestemming van het patronaatsgebouw drastisch. Sommige panden werden in gebruik genomen als schoolgebouw. Voor de meeste gebouwen verschoof het gebruik echter geheel naar sociale en culturele activiteiten. Het gebouw kreeg in veel parochies de functie van parochiehuis, de centrale plaats van het rooms-katholieke sociale en culturele leven. Inmiddels zijn veel patronaatsgebouwen gesloopt. Enkele gebouwen zijn nog in gebruik, meestal na een of meer grondige verbouwingen. Een bekend voorbeeld van het laatste is poppodium Patronaat te Haarlem.

## Erfgoed
Een aantal van de voormalige patronaatsgebouwen die in (vrijwel) oorspronkelijke staat behouden zijn gebleven, is erkend als onroerend erfgoed. In Nederland hebben deze gebouwen in veel gevallen de status van gemeentelijk monument of rijksmonument gekregen.

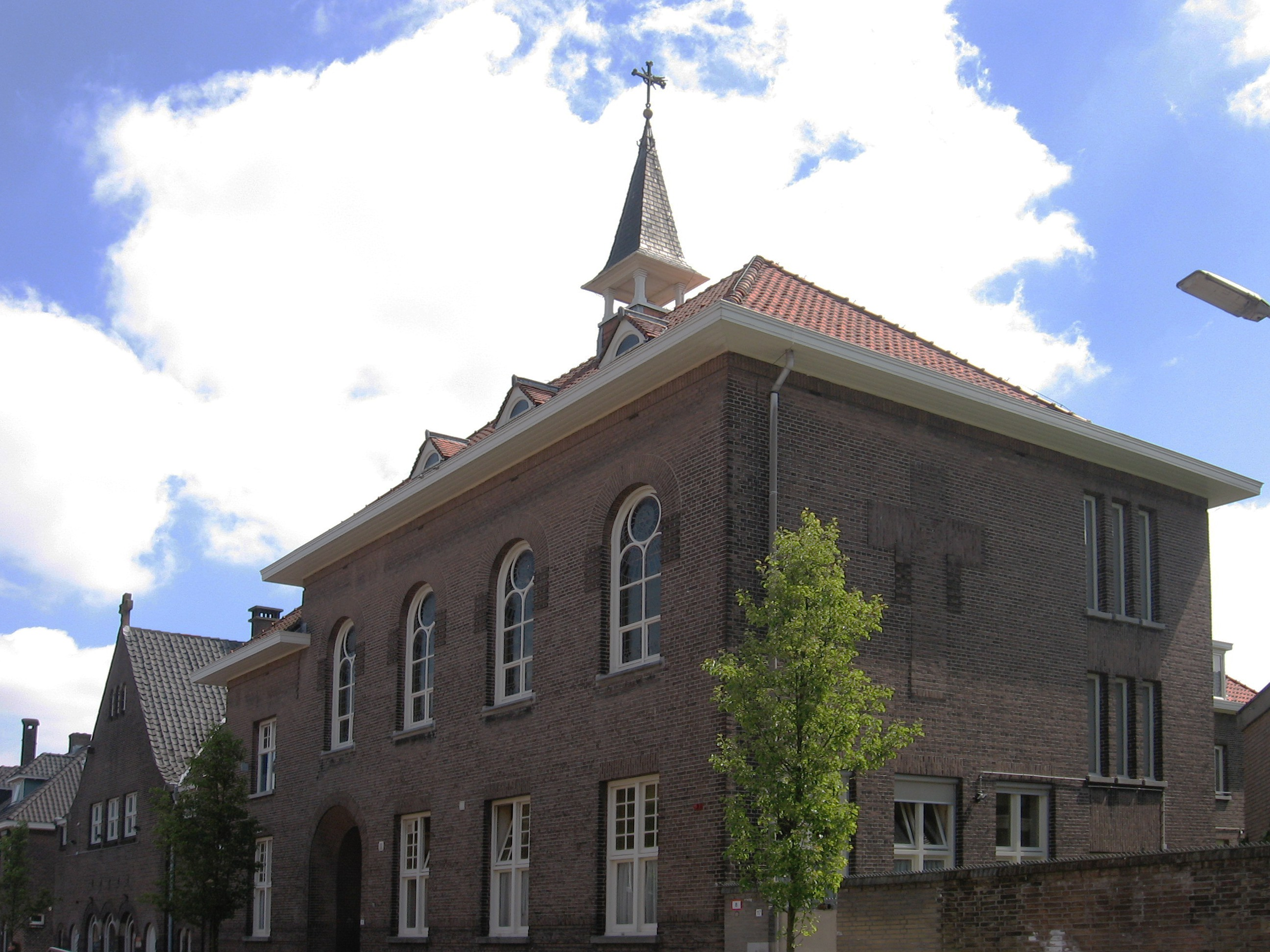
Simonsstraat 113-117 Delft (1929)
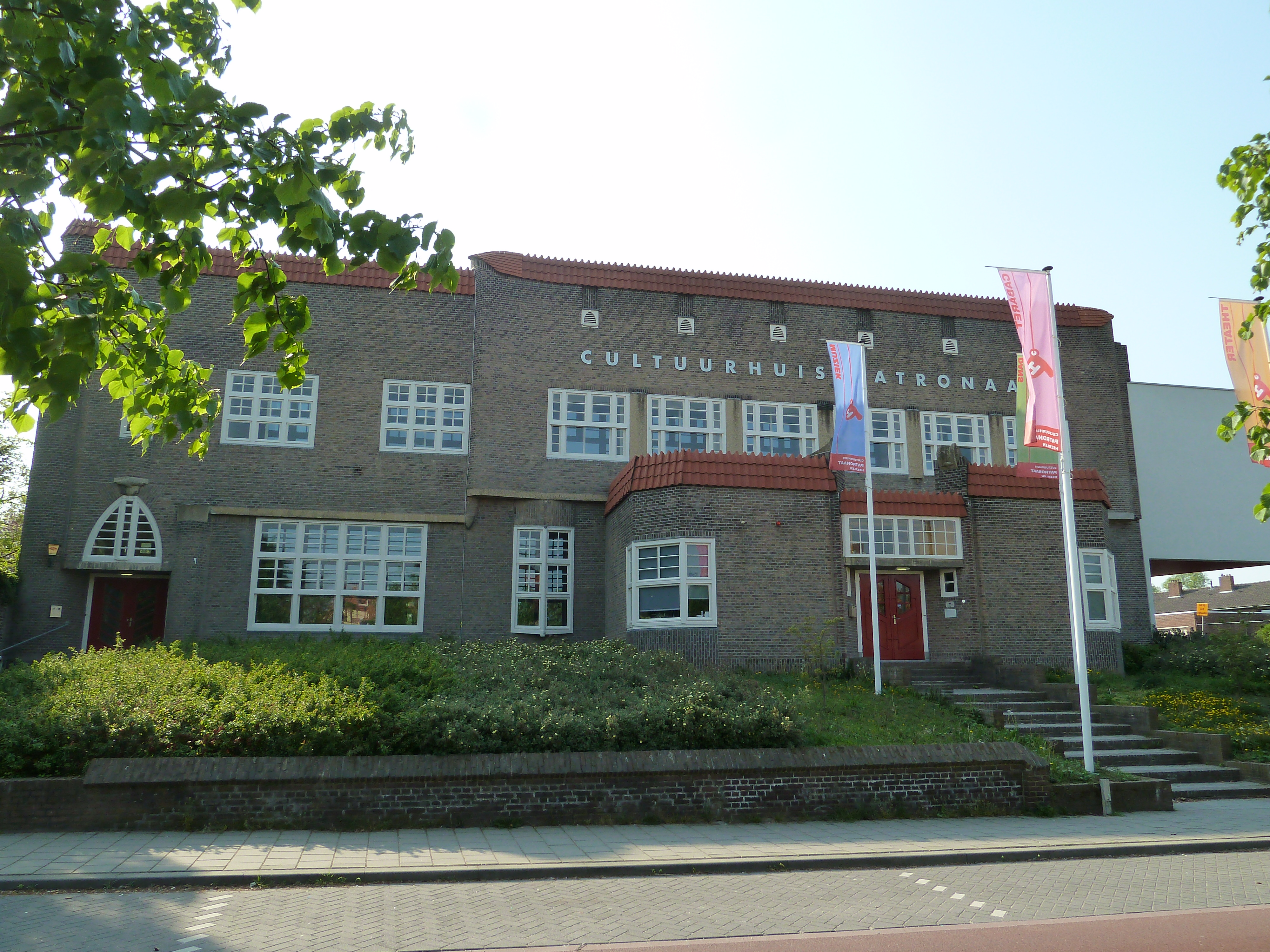
Sittarderweg 143 Heerlen (1920)
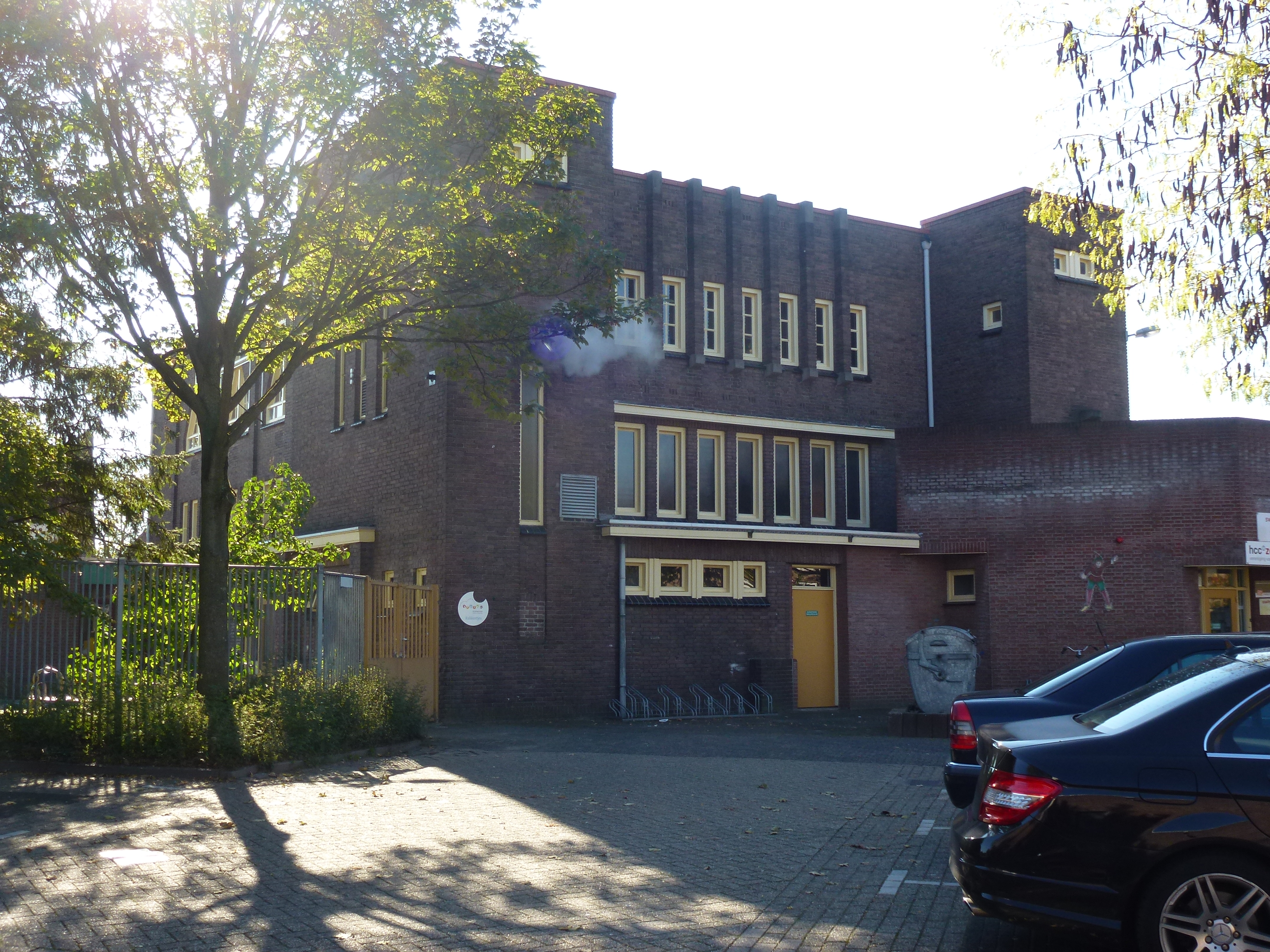
2e Haagstraat 40 Helmond (1927)
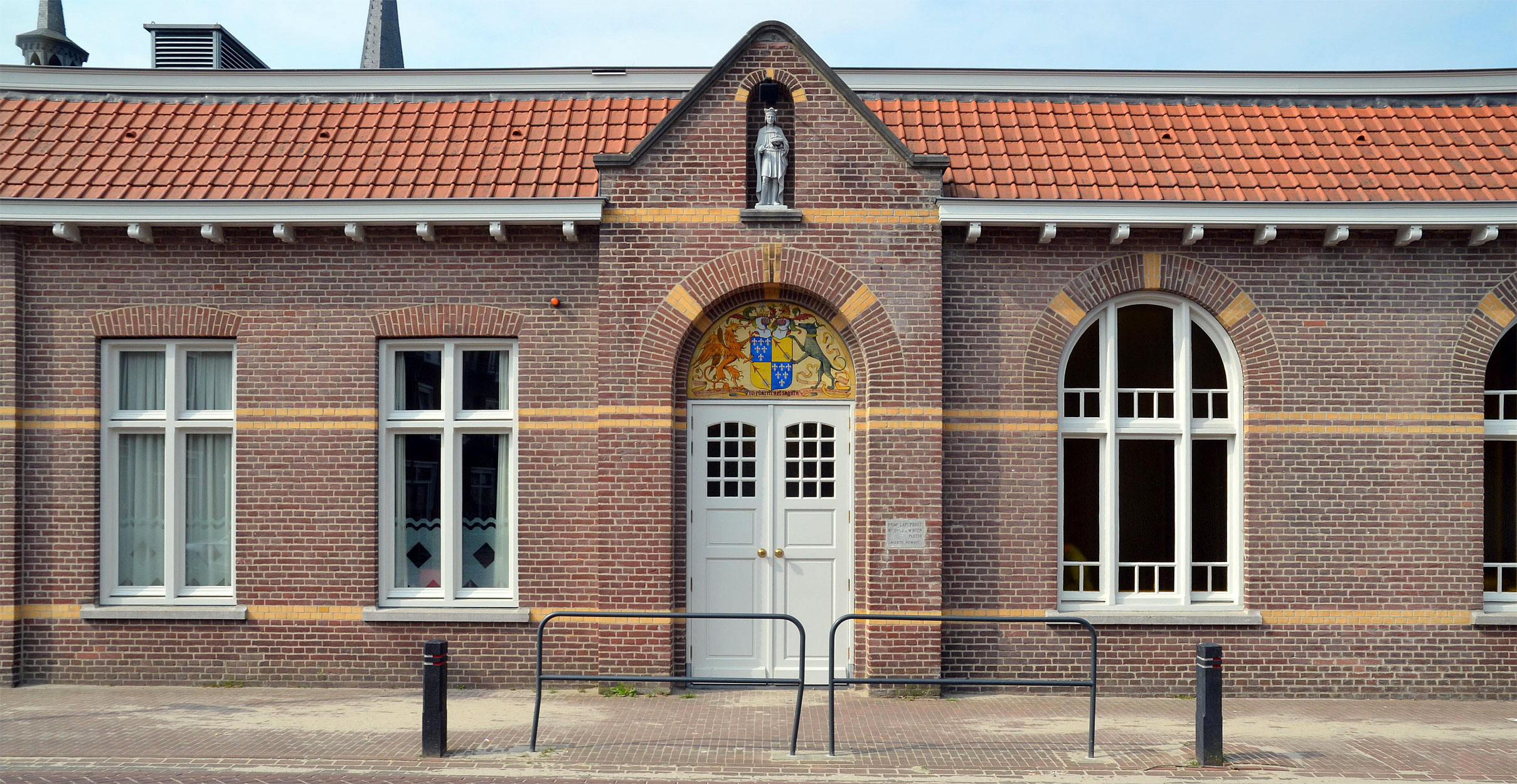
Heer van Scherpenzeelweg 14 Mierlo (1914)
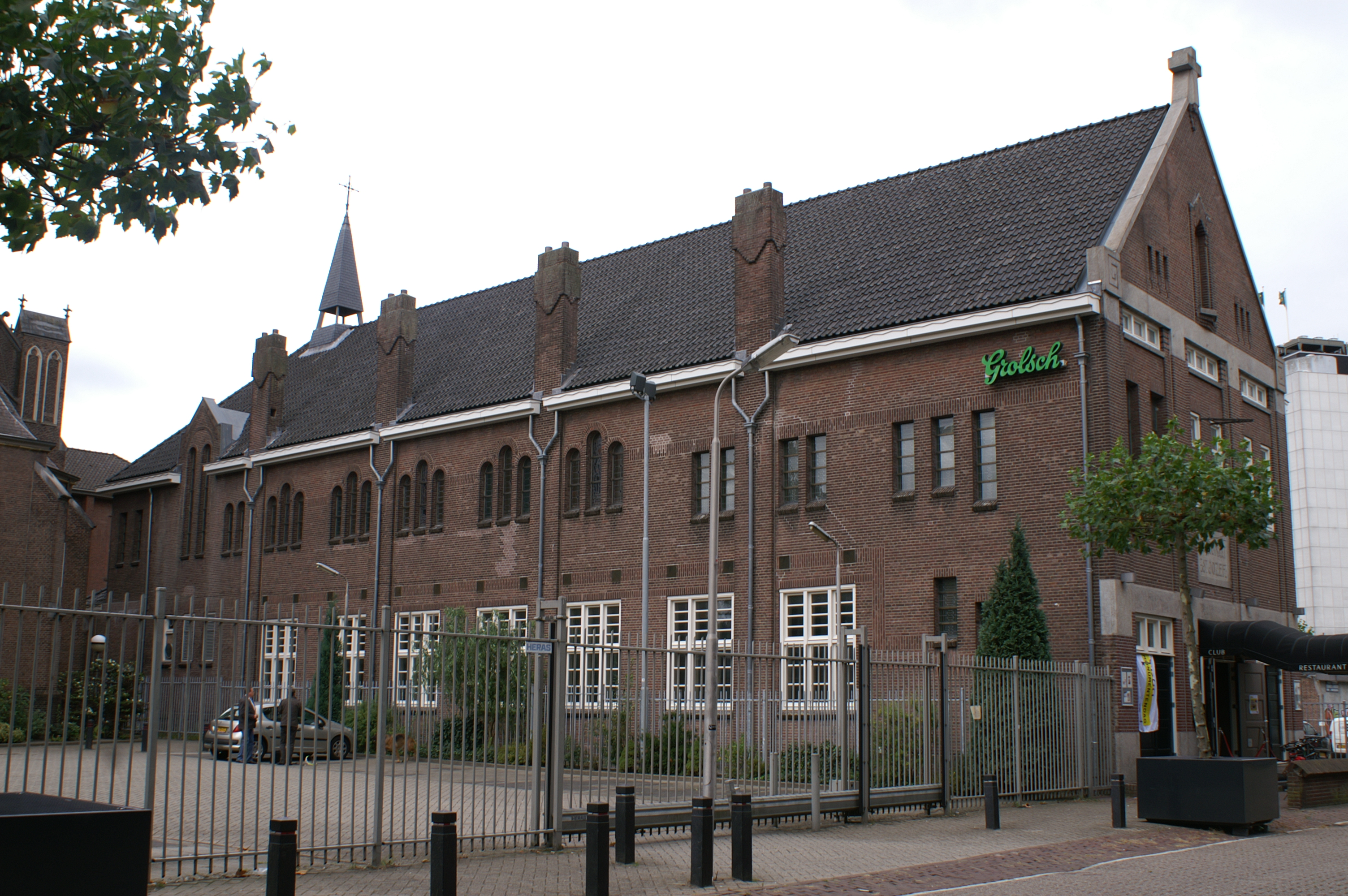
Veemarktstraat 33 Tilburg (1925)
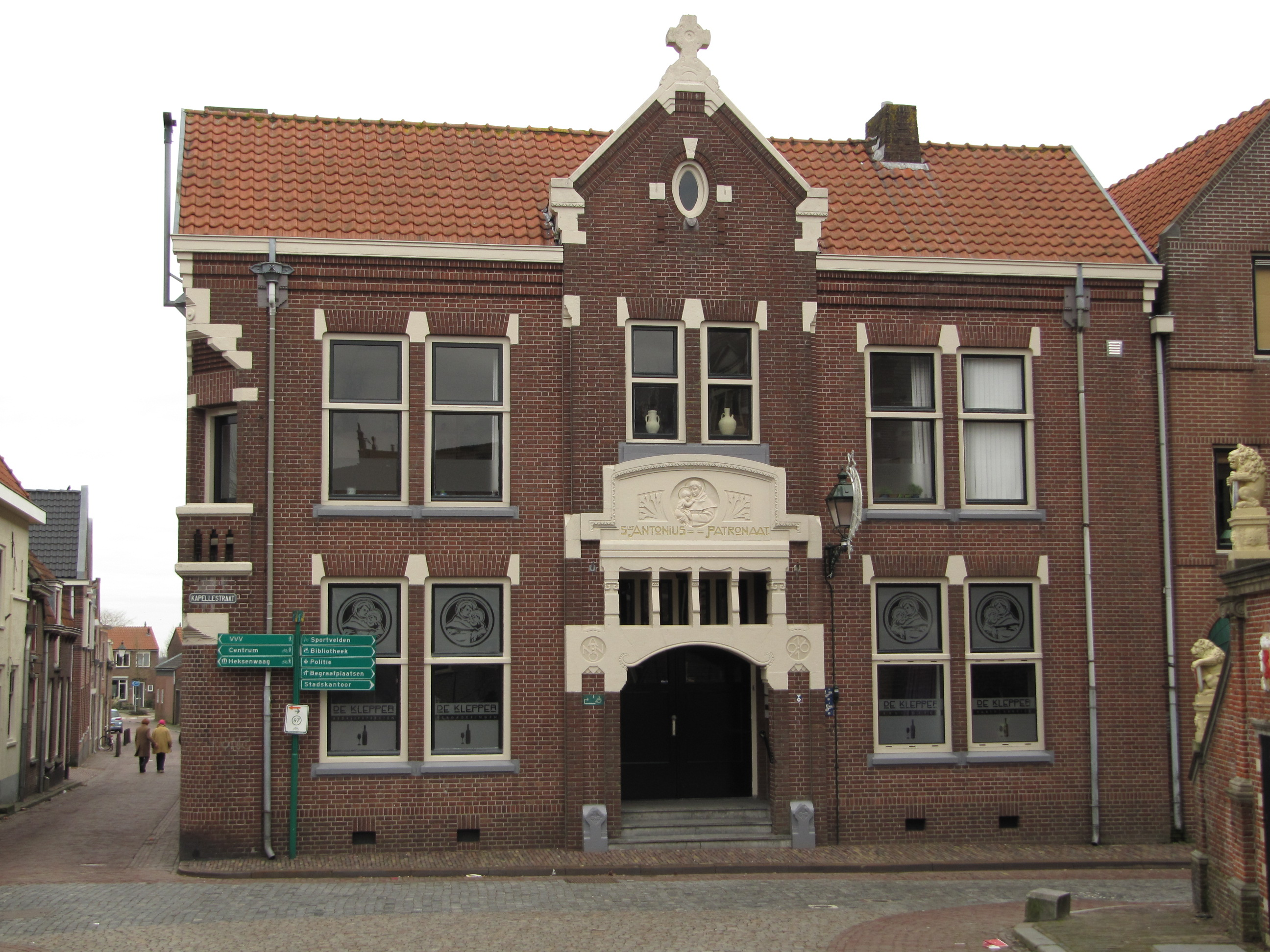
Kapellestraat 1 Oudewater (1916)